# Montana State University
Die Montana State University (auch MSU genannt) ist eine staatliche Universität in Bozeman im Südwesten des US-Bundesstaates Montana. Die Universität ist mit über 16.000 Studierenden die größte Hochschule in Montana (noch vor der University of Montana). Sie ist der wichtigste Standort des Montana State University Systems. Als einzige Universität weltweit bietet die MSU einen Masterstudiengang in Science and Natural History Filmmaking an.

## Geschichte

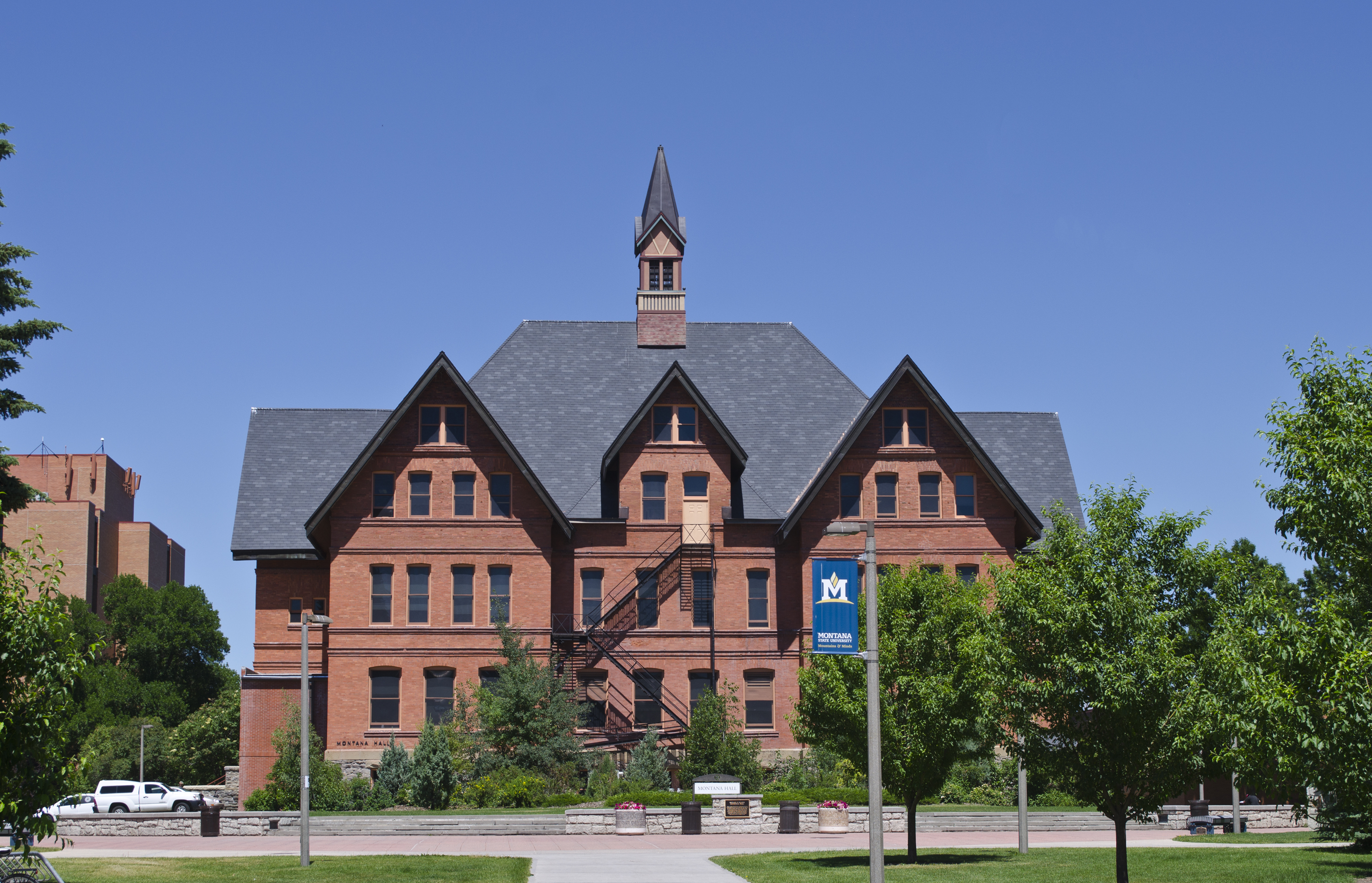
1898 fertiggestelltes Gebäude der Hochschule, heute Verwaltungsgebäude der Montana State University mit dem Büro des Präsidenten (2013)

Die Montana State University wurde 1893 als das Agricultural College of the State of Montana gegründet. Nach einer weiteren Umbenennung in Montana College of Agriculture and Mechanic Arts war es in den 1920er Jahren als Montana State College (MSC) bekannt. Am 1. Juli 1965 erhielt die Hochschule schließlich ihren heutigen Namen.

## Fakultäten
Die Zahlen in Klammern geben die Zahl der Studierenden und der Anteil der Studierenden im Herbst 2022 an, die den genannten Bereich als ihr erstes Hauptfach gewählt hatten:
- College of Graduate Studies
- Agrarwissenschaft (College of Agriculture: 463, 12,3 %)
- Ingenieurwissenschaften (College of Engineering: 761, 20,3 %)
- Kunst und Architektur
- Pädagogik, Gesundheit und menschliche Entwicklung
- Pflegeberufe (Nursing)
- Technologie
- University College
- Wissenschaften[6] (College Of Letters & Science: 736, 19,6 %)

Forschung zu amerikanischen Ureinwohnern
Anglistik
Biologie
Mikrobiologie
Zellbiologie und Neurowissenschaften
Ökologie
Chemie und Biochemie
Geschichtswissenschaft und Philosophie
Geowissenschaften
Lebende Sprache und Literaturwissenschaft
Mathematik
Physik
Politikwissenschaft
Psychologie
Soziologie und Anthropologie
- Wirtschaftswissenschaft (College of Business: 474, 12,6 %)

## Zahlen zu den Studierenden, den Dozenten und zum Vermögen
Im Herbst 2021 waren 16.788 Studierende an der MSU eingeschrieben. Davon strebten 14.648 (87,3 %) ihren ersten Studienabschluss an, sie waren also undergraduates. Von diesen waren 47 % weiblich und 53 % männlich; 1 % bezeichneten sich als asiatisch, 0 % als schwarz/afroamerikanisch, 5 % als Hispanic/Latino und 84 % als weiß. 2.140 (12,7 %) arbeiteten auf einen weiteren Abschluss hin, sie waren graduates. Es lehrten 1114 Dozenten an der Universität, davon 613 in Vollzeit und 501 in Teilzeit. 2011 waren 14.153 Studierende eingeschrieben gewesen.
Der Wert des Stiftungsvermögens der Universität lag 2020 bei 177,6 Mio. US-Dollar und damit 1,44 % niedriger als im Jahr 2019, in dem es 180,2 Mio. Dollar betragen hatte. 2008 waren es 107,3 Mio. US-Dollar gewesen, 2009 86,7 Mio. Dollar.

## Sport

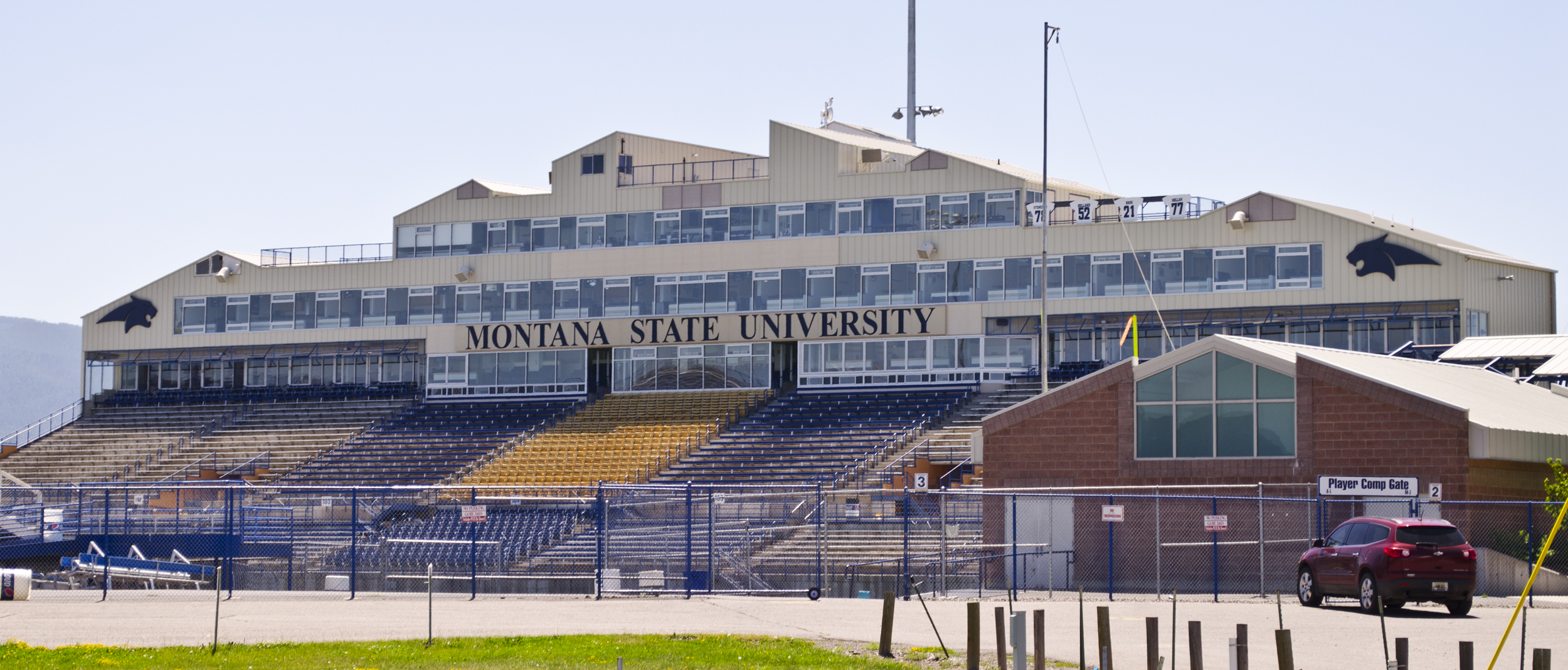
Bobcat-Stadion der Montana State University in Bozeman (2013)

Die Sportmannschaften der MSU werden als Bobcats bezeichnet. Die Hochschule gehört der Big Sky Conference an.

## Bekannte Absolventen
- Dennis Erickson – American-Football-Trainer
- Hein Hoop – deutscher Künstler und Autor
- Christian Kracht senior – deutscher Medienmanager beim Axel Springer Verlag
- Brian Schweitzer – Gouverneur von Montana
- Jan Stenerud – American-Football-Spieler

## Trivia
Das weltweit über Jahrzehnte millionenfach verkaufte Werk Zen und die Kunst, ein Motorrad zu warten (Originaltitel: Zen and the Art of Motorcycle Maintenance) des US-amerikanischen Autors Robert M. Pirsig aus dem Jahr 1974 machte die Universität und Bozeman einem großen Leserkreis bekannt. Pirsigs Alter Ego Phaedrus reflektiert darin unter anderem seine Erinnerungen als Lehrer und Forscher, dessen philosophische Erkenntnisse sich ganz wesentlich seiner Lehrtätigkeit dort verdanken.